# インドゥアン
| 累代        | 代     | 紀       | 世           | 期                     | 基底年代 Mya |
| ----------- | ------ | -------- | ------------ | ---------------------- | ------------ |
| 顕生代      | 新生代 | 新生代   | 新生代       |                        | 66           |
| 顕生代      | 中生代 | 白亜紀   | 後期白亜紀   | マーストリヒチアン     | 72.1         |
| 顕生代      | 中生代 | 白亜紀   | 後期白亜紀   | カンパニアン           | 83.6         |
| 顕生代      | 中生代 | 白亜紀   | 後期白亜紀   | サントニアン           | 86.3         |
| 顕生代      | 中生代 | 白亜紀   | 後期白亜紀   | コニアシアン           | 89.8         |
| 顕生代      | 中生代 | 白亜紀   | 後期白亜紀   | チューロニアン         | 93.9         |
| 顕生代      | 中生代 | 白亜紀   | 後期白亜紀   | セノマニアン           | 100.5        |
| 顕生代      | 中生代 | 白亜紀   | 前期白亜紀   | アルビアン             | 113          |
| 顕生代      | 中生代 | 白亜紀   | 前期白亜紀   | アプチアン             | 125          |
| 顕生代      | 中生代 | 白亜紀   | 前期白亜紀   | バレミアン             | 129.4        |
| 顕生代      | 中生代 | 白亜紀   | 前期白亜紀   | オーテリビアン         | 132.9        |
| 顕生代      | 中生代 | 白亜紀   | 前期白亜紀   | バランギニアン         | 139.8        |
| 顕生代      | 中生代 | 白亜紀   | 前期白亜紀   | ベリアシアン           | 145          |
| 顕生代      | 中生代 | ジュラ紀 | 後期ジュラ紀 | チトニアン             | 152.1        |
| 顕生代      | 中生代 | ジュラ紀 | 後期ジュラ紀 | キンメリッジアン       | 157.3        |
| 顕生代      | 中生代 | ジュラ紀 | 後期ジュラ紀 | オックスフォーディアン | 163.5        |
| 顕生代      | 中生代 | ジュラ紀 | 中期ジュラ紀 | カロビアン             | 166.1        |
| 顕生代      | 中生代 | ジュラ紀 | 中期ジュラ紀 | バトニアン             | 168.3        |
| 顕生代      | 中生代 | ジュラ紀 | 中期ジュラ紀 | バッジョシアン         | 170.3        |
| 顕生代      | 中生代 | ジュラ紀 | 中期ジュラ紀 | アーレニアン           | 174.1        |
| 顕生代      | 中生代 | ジュラ紀 | 前期ジュラ紀 | トアルシアン           | 182.7        |
| 顕生代      | 中生代 | ジュラ紀 | 前期ジュラ紀 | プリンスバッキアン     | 190.8        |
| 顕生代      | 中生代 | ジュラ紀 | 前期ジュラ紀 | シネムーリアン         | 199.3        |
| 顕生代      | 中生代 | ジュラ紀 | 前期ジュラ紀 | ヘッタンギアン         | 201.3        |
| 顕生代      | 中生代 | 三畳紀   | 後期三畳紀   | レーティアン           | 208.5        |
| 顕生代      | 中生代 | 三畳紀   | 後期三畳紀   | ノーリアン             | 227          |
| 顕生代      | 中生代 | 三畳紀   | 後期三畳紀   | カーニアン             | 237          |
| 顕生代      | 中生代 | 三畳紀   | 中期三畳紀   | ラディニアン           | 242          |
| 顕生代      | 中生代 | 三畳紀   | 中期三畳紀   | アニシアン             | 247.2        |
| 顕生代      | 中生代 | 三畳紀   | 前期三畳紀   | オレネキアン           | 251.2        |
| 顕生代      | 中生代 | 三畳紀   | 前期三畳紀   | インドゥアン           | 251.902      |
| 顕生代      | 古生代 | 古生代   | 古生代       |                        | 541          |
| 原生代      | 原生代 | 原生代   | 原生代       |                        | 2500         |
| 太古代      | 太古代 | 太古代   | 太古代       |                        | 4000         |
| 冥王代      | 冥王代 | 冥王代   | 冥王代       |                        | 4600         |
| 1. 2. 3. 4. |        |          |              |                        |              |

インドゥアン（英語: Induan）は、2億5190万2000年前（誤差2万4000年）から約2億5120万年前にあたる前期三畳紀の地質時代の一つ。オレネキアン。模式地はインダス川盆地に位置する。
日本語では言語的揺らぎによって「インドュアン「インダス期など多数の別称がある。
なお、「インダス階」「インドゥアン階」という名称があるが、時代を示すものではない。「階」は地層に対して当てられる単位（層序名）であり、層序名「インダス階」「インドゥアン階」と地質時代名「インダス期」「インドゥアン期」は対を成す関係である。詳しくは「累代」を参照のこと。

## 層序学的定義

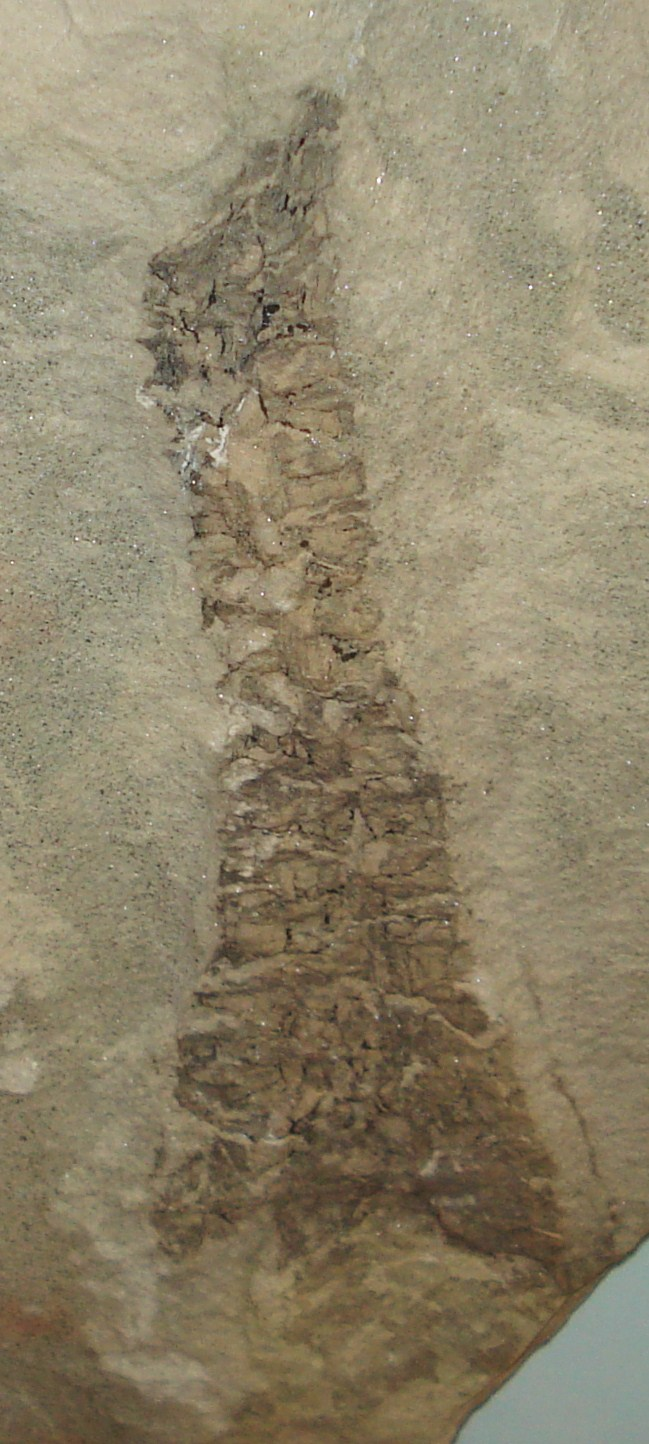
ヒカゲノカズラ綱のプレウロメイアの幹の下部

かつては西洋の層序学者らがスキタイ階という用語を使用していたが、ロシアの層序学者が1956年にスキタイ階をインドゥアン階とオレネキアン階に細分した。かつては前期インドゥアンに相当する時代がカナダアクセルハイバーグ島北西部Griesbachに模式地を持つグリースバキアン期、後期インドゥアンと前期オレネキアンに相当する時代がヒマラヤを模式地に持つナンマリアン期とされていた。また、インドゥアン期は非公式にグリースバキアン亜期とディーネリアン亜期に細分され、ナンマリアン期という語は現在では使用されていない。インドゥアン階という名称はパキスタンとインドのインダス地域にちなんで命名された。
インドゥアン階の基底、すなわち下部三畳系・三畳系・中生界の基底はコノドントの種 Hindeodus parvus が最初に化石記録に出現する場所、あるいはP-T境界後のδ18O値の負異常の終わりと定義されている。インドゥアン階の基底の国際標準模式層断面及び地点(GSSP)は中華人民共和国の長興県に位置する。

## 生物
インドゥアン期はペルム紀の末に発生した大量絶滅に続いた。生物多様性と群集生態の多様性はインドゥアン期を通して低いままであった。
パンゲアの大部分には生物が少なく、砂漠化し、高温・乾燥であった。高緯度地域ではグリースバキアン亜期の植物相は裸子植物が支配的であったが、ディーネリアン亜期にはプレウロメイアなどのヒカゲノカズラ綱が支配的になった。この変遷はグリースバキアン亜期の冷涼かつ乾燥した気候がディーネリアン亜期には温暖湿潤な気候へ世界的に変化したことを反映し、そしてインドゥアン期にペルム紀末のように絶滅事変が起きたことを意味する。これによりペルム紀のグロッソプテリスは絶滅し、インドゥアン階に支配的な陸上動物のグループはリストロサウルス科とプロテロスクス科のみである。アンモナイトや昆虫、四肢動物（キノドン類・両生類・爬虫類など）といった他の動物はインドゥアン階では珍しく、3000万年ほどのレンジで陸上生態系は発見されていない。インドゥアン期の海洋と大部分の淡水域は酸素に乏しく、主にディーネリアン亜階において顕著である。海洋ではマイクロバイアライトの礁がありふれており、これはおそらく大量絶滅の結果、造礁性の後生動物との競争がなかったためである。

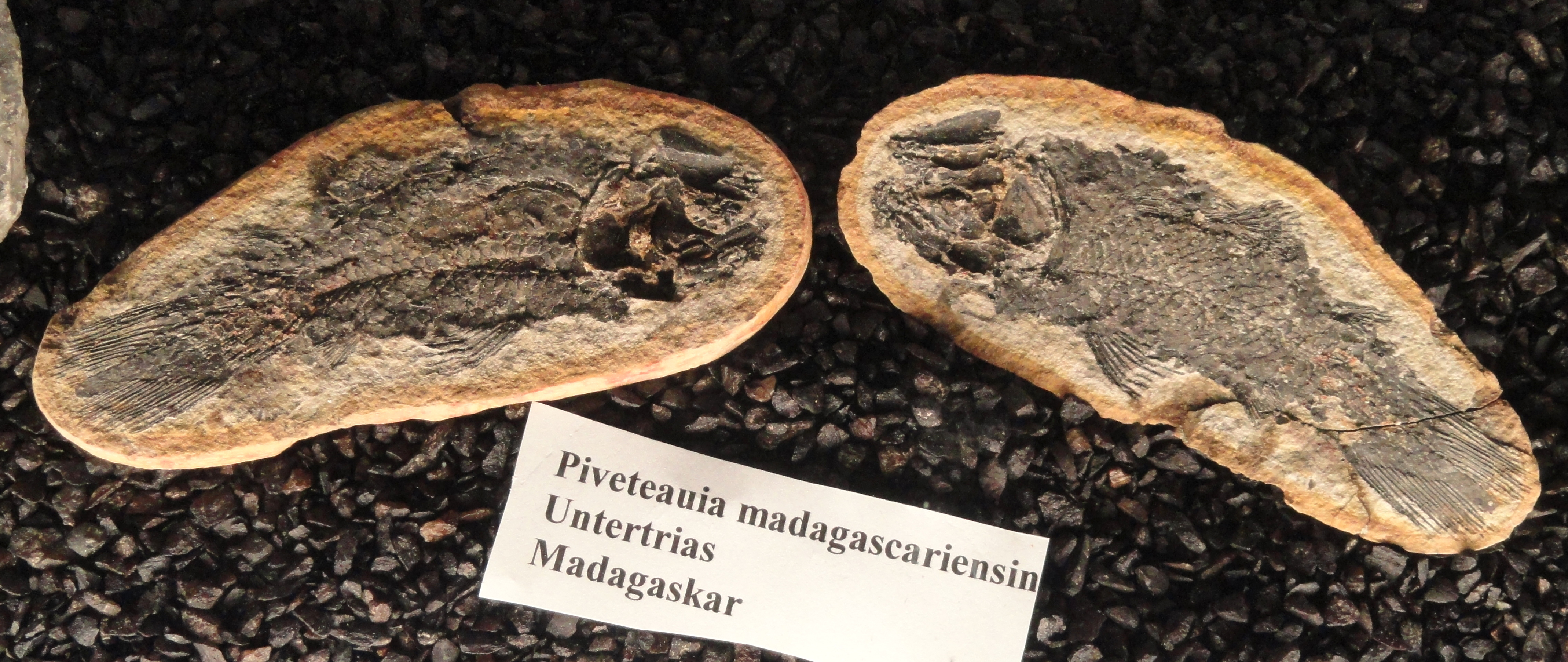
マダガスカルから産出したシーラカンスのピヴェテアウイア

条鰭綱はペルム紀末の大量絶滅からほとんど影響を受けておらず、多くの属はインドゥアン期とオレネキアン期で世界的な分布を示す。
アファネランマやワントゾサウルスなどワニのような姿をした分椎目の両生類はインドゥアン期とオレネキアン期には地理的に幅広く分布する。化石はグリーンランド、スピッツベルゲン島、パキスタン、マダガスカルで発見されている。
二枚貝のクラライア属はパンサラッサ海とテチス海に広く分布・繁栄し、インドゥアン階から知られている。最古のカキであるリオストレア属 (Liostrea) もインドゥアン階から知られ、生きているアンモナイトの殻に付着して成長した。